# Segunda batalla de Bull Run

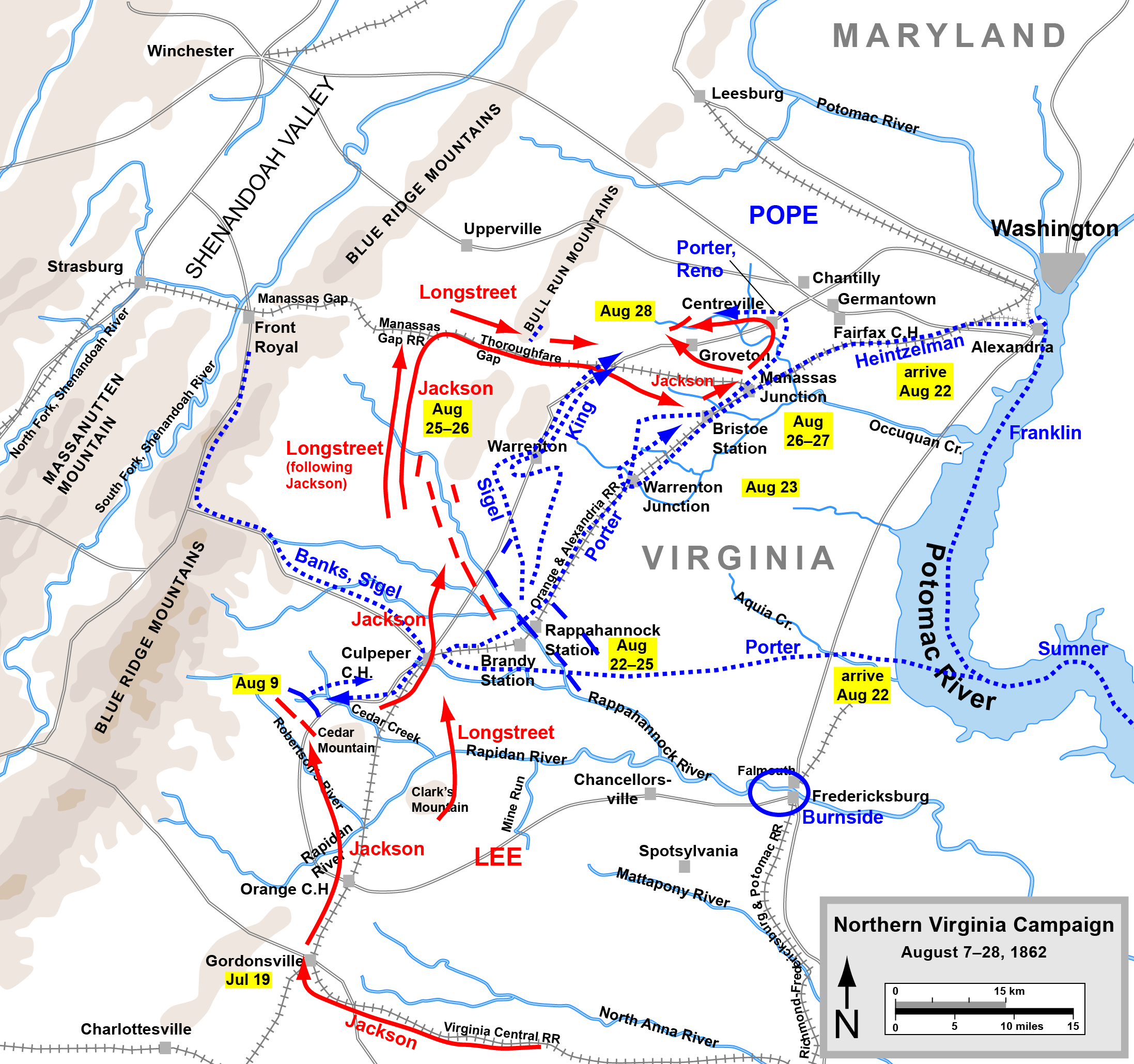
Campaña del Norte de Virginia, del 7 al 28 de agosto de 1862.
Confederación
Unión

La Segunda Batalla de Bull Run, o la Segunda Manassas, tuvo lugar entre el 28 de agosto y 30 de agosto de 1862, durante la Campaña del Norte de Virginia de la guerra civil estadounidense.
Fue la culminación de una campaña ofensiva emprendida por el Ejército de Virginia del Norte del general confederado Robert E. Lee contra el Ejército de Virginia del general unionista John Pope. Fue una batalla de una escala mucho mayor que la primera batalla de Bull Run, luchadas ambas en la misma zona. El resultado de la batalla fue una victoria confederada, pero el Ejército de la Unión quedó en gran parte intacto.
Después de un amplio movimiento de flanqueo, el mayor general confederado Thomas J. “Stonewall” Jackson capturó el 27 de agosto los depósitos de suministro de la Unión en Manassas Junction, amenazando así la línea de comunicación del Ejército de Pope con la ciudad de Washington. Tras su incursión, Jackson se retiró hacia el noroeste, tomando posiciones defensivas en Stony Ridge y esperando al resto de tropas confederadas. El 28 de agosto Jackson atacó a una columna de la Unión al este de Gainesville, en Brawner's Farm, sin resultado favorable para ninguno de los dos bandos. Ese mismo día, el ala de Lee comandada por el mayor general James Longstreet rompió la débil resistencia federal que encontró en la Brecha de Thoroughfare y se acercó a las tropas de Jackson. 
Pope, por su parte, estaba convencido de que había atrapado a Jackson, y concentró el grueso de su ejército sobre él. El 29 de agosto Pope lanzó una serie de asaltos contra las tropas de Jackson posicionadas a lo largo de una vía férrea en construcción. Los ataques fueron rechazados con importantes pérdidas por ambos bandos. Por la tarde, Longstreet llegó al campo de batalla y situó a sus tropas en el flanco derecho de Jackson. El 30 de agosto Pope continuó con sus ataques, al parecer ignorando la llegada del ala de Longstreet al campo de batalla. Cuando la artillería concentrada confederada destrozó el asalto del V Cuerpo del mayor general Fitz John Porter, el ala de Longstreet, formada por unos 25.000 hombres encuadrados en cinco divisiones, contraatacó en lo que fue el mayor asalto simultáneo de la guerra. El flanco izquierdo de la Unión cedió y el ejército federal tuvo que retirarse tras el Bull Run. Solamente una actuación efectiva de la retaguardia de la Unión evitó la repetición del desastre de la Primera Batalla de Bull Run. La retirada de Pope hacia Centreville fue, sin embargo, precipitada.

## Los ejércitos enfrentados
El Ejército de Virginia de la Unión, mandado por el mayor general John Pope, estaba formado por unos 51.000 soldados, distribuidos en el I Cuerpo (mayor general Franz Sigel), II Cuerpo (mayor general Natahaniel P. Banks) y III Cuerpo (mayor general Irvin McDowell, que había dirigido al ejército de la Unión en la Primera Batalla de Bull Run). Además, unidades de tres de los Cuerpos del Ejército del Potomac (III, V y VI) y el IX Cuerpo del mayor general Ambrose Burnside (mandadas en esta batalla por el mayor general Jesse L. Reno), se sumaron al Ejército de Virginia, dando un total de fuerzas de unos 77.000 soldados.
En el bando confederado, el general Robert E. Lee dirigía el Ejército del Norte de Virginia que estaba orgaizado en dos “alas” o “mandos”, y que totalizaba unos 55.000 soldados. El “ala derecha” la mandaba el mayor general James Longstreet, y el "ala izquierda" el mayor general Stonewall Jackson. La división de caballería al mando de J.E.B. Stuart dependía de Jackson.

## Batalla

### 28 de agosto. Brawner's Farm (Groveton)

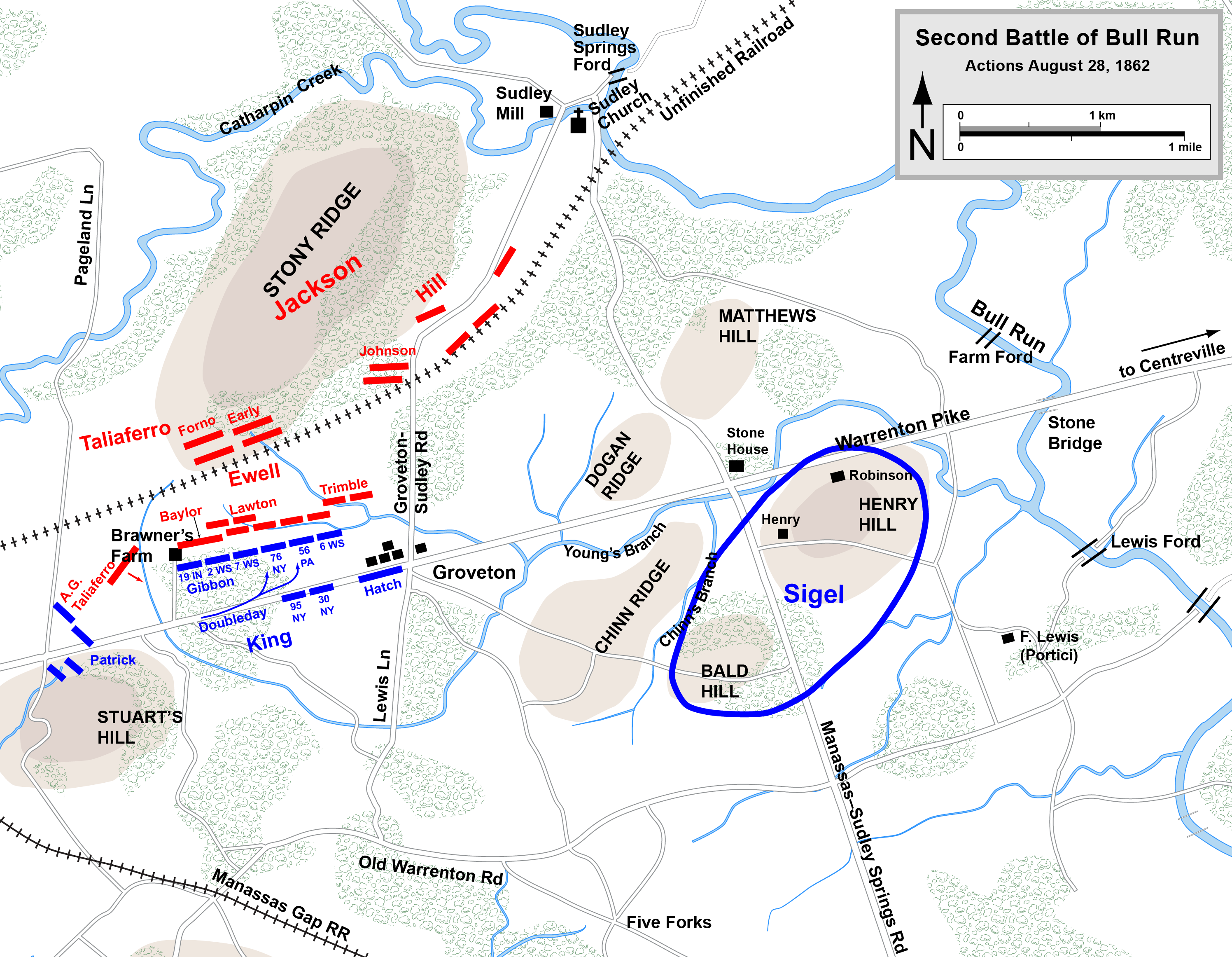
28 de agosto, Acción en la Granja de Brawner

La Segunda Batalla de Bull Run comenzó el día 28, cuando una columna federal que se desplazaba por la carretera de Warrenton (Warrenton Turnpike) desde Gainesville a Groveton fue divisada por las tropas de Jackson a la altura de la granja de la familia John Brawner. La columna estaba formada por brigadas de la división del general de brigada Rufus King, comandadas por los generales de brigada John P. Hatch, John Gibbon, Abner Doubleday y Marsena R. Patrick, e iba a reunirse con el resto del ejército de Pope en Centreville. King no estaba en esos momentos con su división, ya que había sufrido un grave ataque epiléctico ese mismo día.
Jackson, que pensaba que las fuerzas de Longstreet estaban ya cerca, se acercó a la vista de las tropas de la Unión, pero estas ignoraron su presencia. Preocupado de que Pope pudiera retirar su ejército tras el Bull Run y unirse a las tropas de McClellan que estaban llegando, Jackson decidió atacar. Regresó a su posición detrás de los árboles en donde estaban sus tropas y les dijo a sus subordinados: “Saquen a sus hombres, caballeros”. Hacia las 18:30 horas, la artillería confederada comenzó a disparar sobre la unidad que tenía enfrente en la carretera, la Brigada Black Hat de John Gibbon (llamada después Iron Brigade). Esta unidad , que pronto se haría famosa, no había entrado aún en combate, si bien participó en la Campaña Peninsular pero solo en reserva. Gibbon, un antiguo artillero, respondió con artillería a los confederados. El intercambio de disparos hizo que la marcha de la columna se detuviera.
Como la brigada de Hatch estaba en cabeza y la brigada de Patrick en retaguardia, sólo las brigadas de Gibbon y Doubleday respondieron al ataque de Jackson. Gibbon pensaba que se estaba enfrentando a artillería a caballo del Jeb Stuart,  ya que los datos aportados por Pope situaban a las tropas de Jackson en Centreville. Gibbon pidió apoyo de las otras unidades, y envió a su ayudante Frank A. Haskell para que trajera al veterano 2.º regimiento de Wisconsin y dispersase a la artillería confederada. Gibbon se encontró con el 2.º de Wisconsin en el bosque y les dijo: “si podemos llegar hasta allí en silencio, podemos capturar esos cañones”.
El 2.º de Wisconsin, al mando del coronel Edgar O'Connor, avanzó por el bosque, y cuando sus 430 hombres salieron del mismo a la altura de la Granja de John Brawner, se organizaron y avanzaron hacia la colina en donde estaban los confederados. Una vez alcanzada la cima, se desplegaron en línea, haciendo retroceder a los confederados. En su flanco derecho se desplegó la Brigada Stonewall de unos 800 hombres, comandada por el coronel William S. Baylor, la cual concentró sobre la unidad federal una fuerte descarga. La 2.º de Wisconsin no vaciló, y respondió con otra descarga a unos 140 metros. Los confederados siguieron avanzando y respondieron al fuego a unos 73 metros. Fue un intercambio de disparos muy cercano para lo que era normal en la Guerra Civil Norteamericana, en donde se mantenía la táctica de la época napoleónica de disparar en líneas cerradas de soldados y paradas. Jackson describió la acción como "feroz y sanguinaria”. Gibbon envió al 19.º regimiento de Indiana. Jackson, que dirigió personalmente la acción del regimiento en vez de enviar las órdenes al jefe de la división, mayor general Richard S. Ewell, mandó a otros tres regimientos georgianos pertenecientes a la brigada del general de brigada Alexander R. Lawton. Gibbon consiguió contener este avance con el 7.º de Wisconsin. Jackson ordenó a la brigada del general de brigada Isaac R. Trimble apoyar a Lawton, enfrentándose al último regimiento de Gibbon, el 6.º de Wisconsin.
Después de la que la brigada de Trimble entrara en acción, Gibbon necesitó cubrir un hueco en su línea entre el 6.º de Wisconsin y el resto de regimientos de la Iron Brigade. Doubleday envió al 56.º de Pensilvania y al 76.º de Nueva Yok, que avanzó a través del bosque y detuvo el nuevo avance confederado. Estos soldados llegaron al combate después del anochecer y tanto Trimble como Lawton lanzaron un ataque descoordinado contra ellos. La artillería a caballo del capitán John Pelham recibió la orden de Jackson de avanzar y disparar contra el 19.º de Indiana desde menos de 90 metros. El enfrentamiento terminó alrededor de las 21:00 horas, con los hombres de Gibbon retirándose lentamente mientras seguían disparando formando la línea en el borde del bosque. Los regimientos de Doubleday se retiraron hacia la carretera ordenadamente. La lucha puede considerarse que fue un empate, pero con un grave costo, unos 1150 pérdidas de la Unión y 1250 de la Confederación. El 2.º de Wisconsin perdió 276 de sus 430 hombres. La brigada Stonewall perdió 340 de sus 800 soldados. Dos de los regimiento de Georgia – el 21.º de Trimble y el 26.º de Lawton- tuvieron cada uno más de un 70% de bajas. En total, uno de cada tres hombres que luchó fue herido. El general de brigada confederado William B. Taliaferro escribió: “En esta lucha no hubo maniobra y muy poca táctica. Fue una cuestión de resistencia y ambos resistieron”. Taliaferro fue herido, así como Ewell cuya pierna izquierda fue alcanzada por una bala Minié y tuvo que ser amputada, retirándose de la acción para su recuperación durante 10 meses.
Jackson no fue capaz de alcanzar una victoria decisiva a pesar de su superioridad numérica (unos 6.200 hombres contra unos 2.100 de Gibbon)) debido a la oscuridad, su despliegue escalonado de tropas, la baja de dos de sus generales principales y a la tenacidad del enemigo. Pero sí había conseguido su propósito estratégico: atraer la atención de John Pope. Pope erróneamente pensó que la lucha de Brawner Farm se produjo mientras Jackson se estaba retirando de Centreville. Pope creyó que había “embolsado” a Jackson y trató de capturarlo antes de que recibiera refuerzos de Longstreet. La nota que Pope envió esa noche al mayor general Phipip Kearny decía, entre otras cosas, “el general McDowell ha interceptado la retirada del enemigo y está ahora frente a él...A menos que pueda escapar por los caminos que van hacia el norte por la noche, debe de ser capturado.” Gibbon se reunió con King, Patrick y Doubleday para preparar el próximo movimiento, ya que McDowell estaba “perdido en el bosque”. Por decisión de Gibbon, la única fuerza federal que aún quedaba entre Longstreet y Jackson se retiró hacia las 1 de la madrugada hacia Centreville.
Pope envió órdenes a sus subordinados para rodear a Jackson y atacarle al amanecer, pero hizo varias suposiciones erróneas. Pensaba que McDowell y Sigel estaban bloqueando las rutas de retirada de Jackson hacia las Montañas de Bull Run, pero la mayor parte de los cuerpos de ambos jefes estaban al sureste de Jackson a lo largo del camino Manassas-Sudley. Pope creía que Jackson estaba intentando huir, algo totalmente erróneo; Jackson estaba en una buena posición defensiva, esperando ansiosamente la llegada de Longstreet para comenzar el ataque contra Pope. A pesar de recibir informes sobre los movimientos de Longstreet, Pope, inexplicablemente, no tuvo en cuenta este hecho para organizar la batalla que se avecinaba.

### 29 de agosto: Jackson defiende Stony Ridge

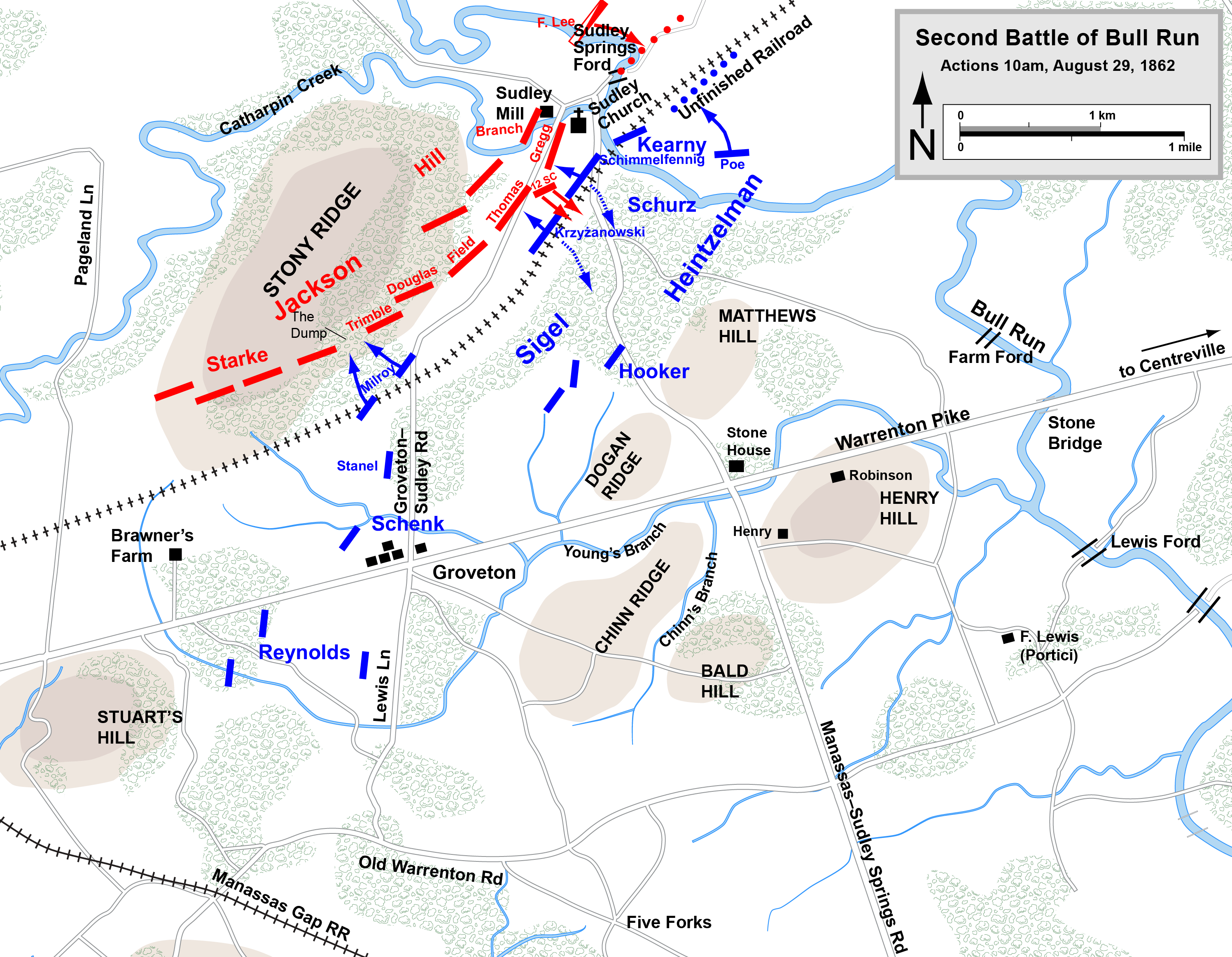
29 de agosto, 10 de la mañana; ataque de Sigel.

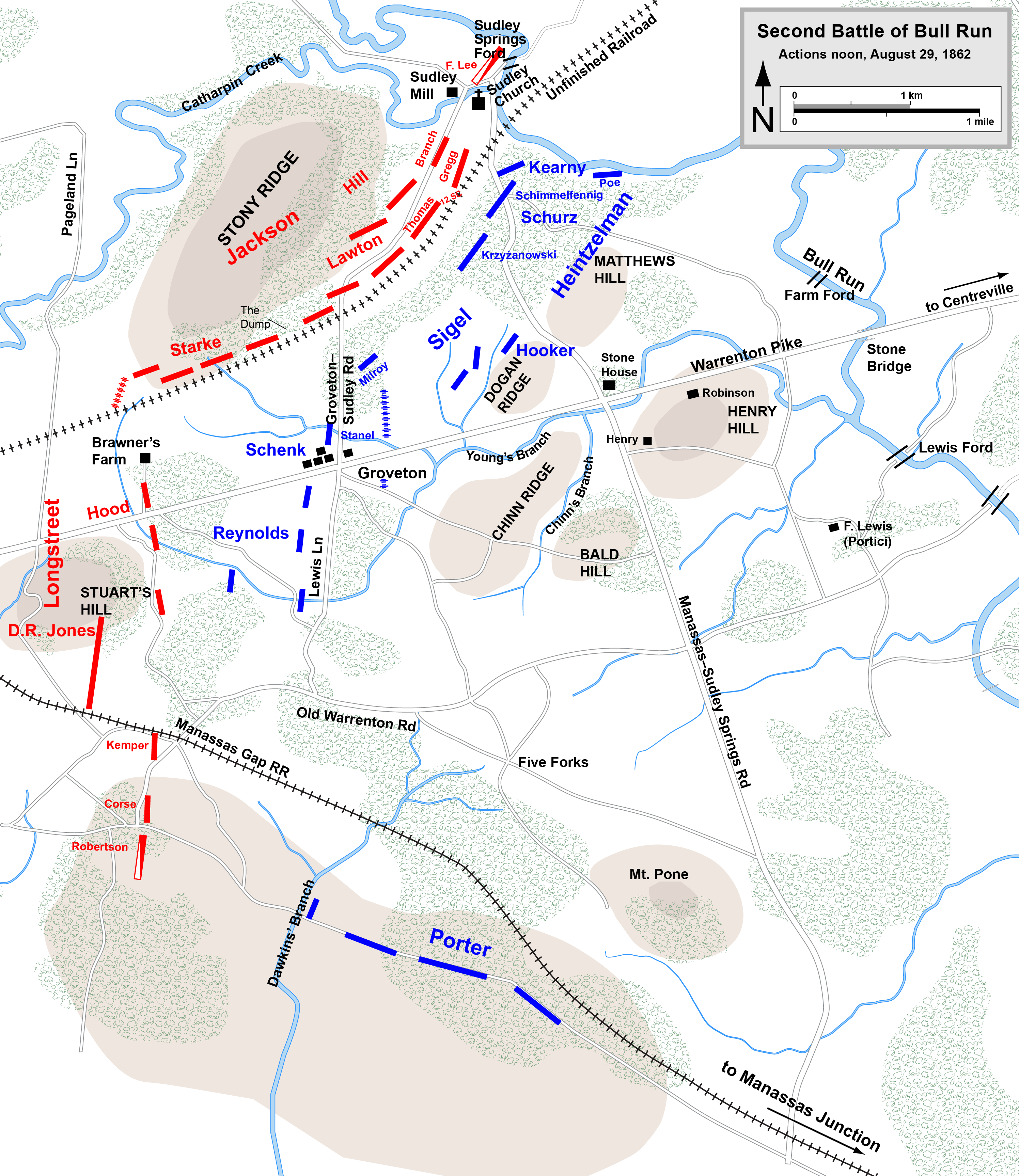
29 de agosto, 12 de la mañana: Longstreet llega, Porter se detiene.

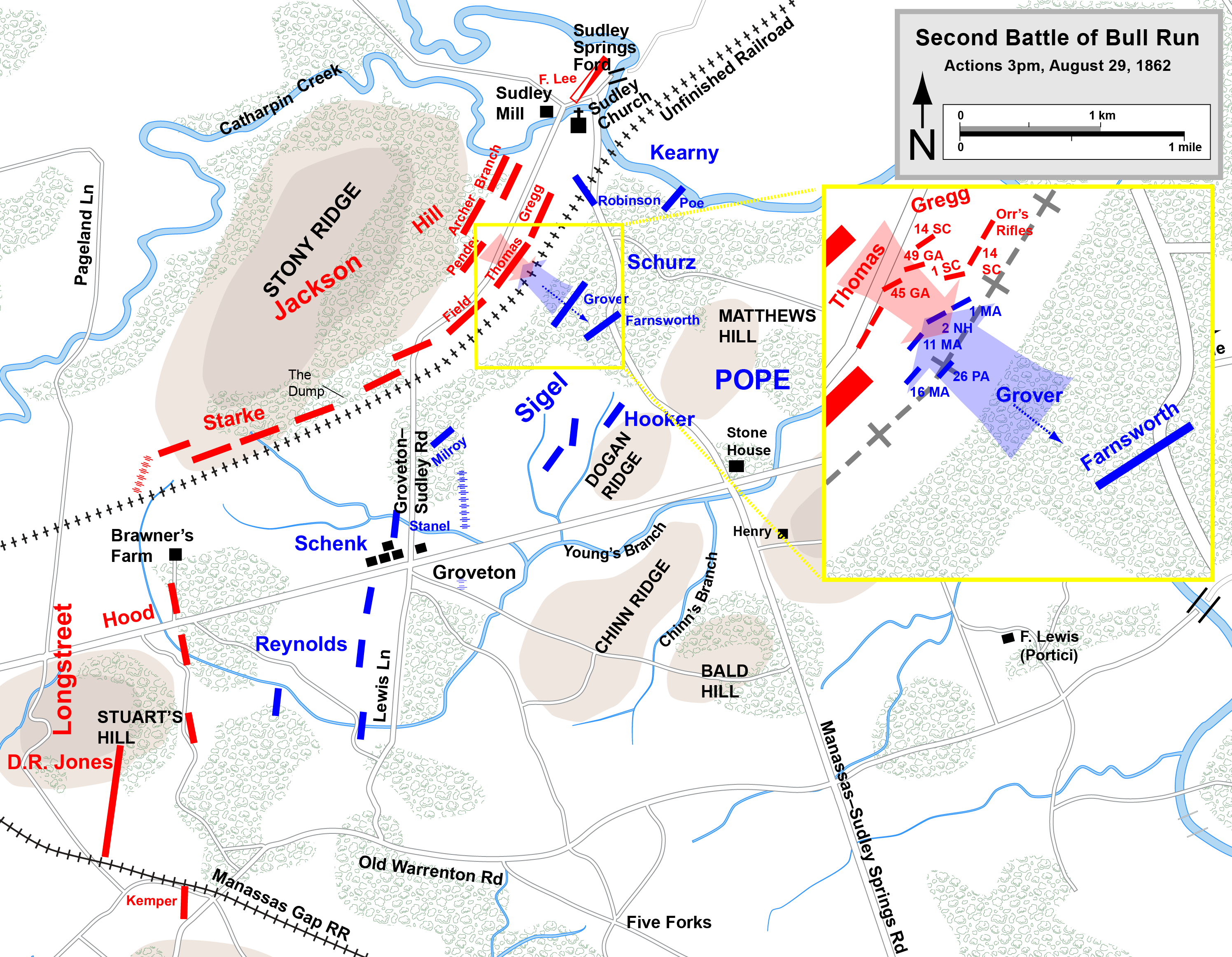
29 de agosto, 15 horas: ataque de Grover.

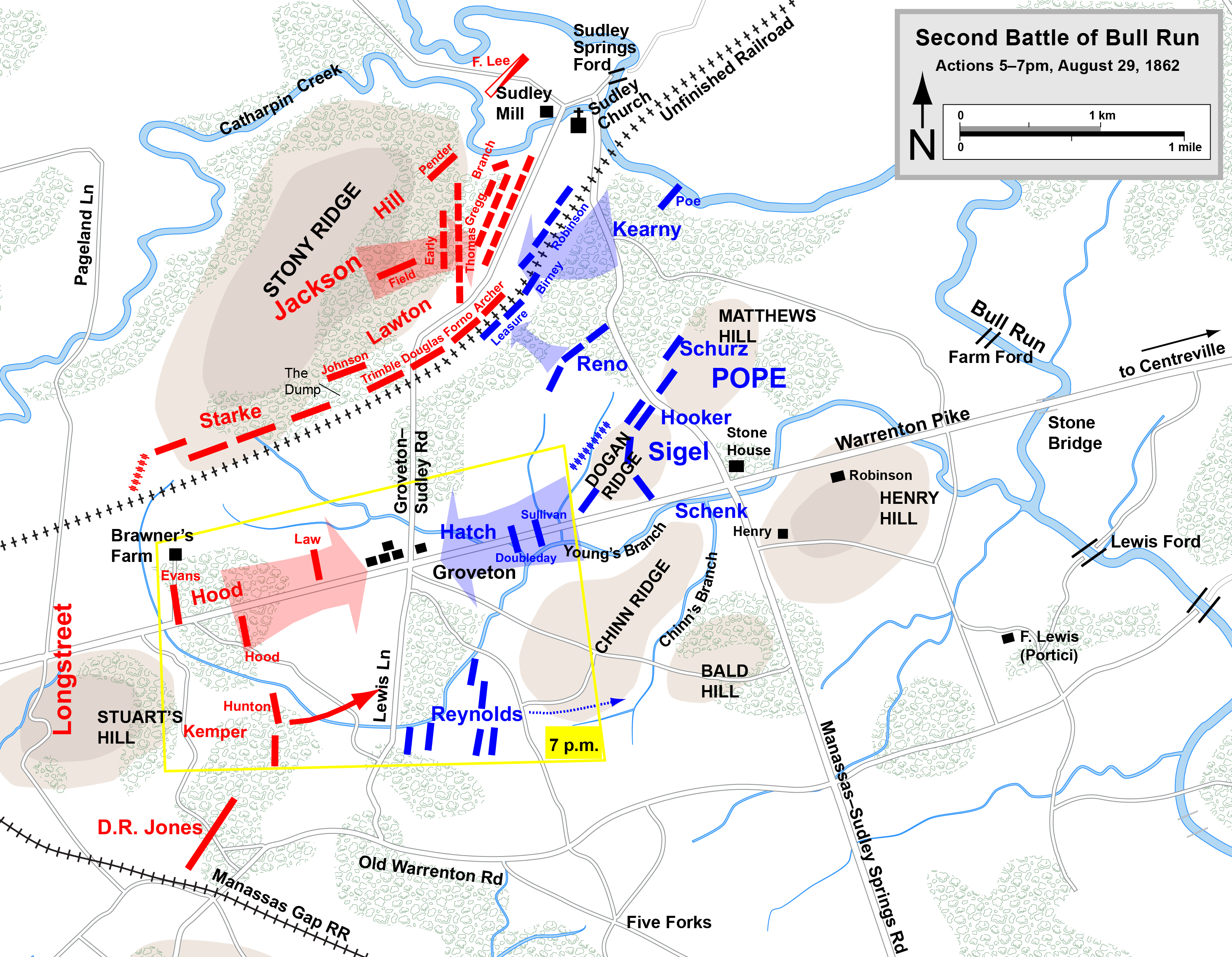
29 de agosto, de 17 a 19 horas: ataque de Kearny; Hood contra Hatch.

Jackson había iniciado la batalla de Farm Brawner con la intención de contener a Pope hasta la llegada de Longstreet con el resto del Ejército del Norte de Virginia. Los 25.000 hombres de Longstreet comenzaron su marcha desde la becha de Thoroughfare a las 6 de la mañana del 29 de agosto; Jackson envió a Stuart para guiar a la vanguardia de las tropas de Longstreet a las posiciones que Jackson había elegido para empezar la batalla. Mientras esperaba la llegada del resto de tropas confederadas, Jackson reorganizó su defensa en caso de que Pope le atacara esa misma mañana, posicionando 20.000 hombres en una línea de unos 2700 metros al sur de Stony Ridge. Al tener noticia de la concentración de las tropas del I Cuerpo de Sigel a lo largo del camino Manassas-Sudley, colocó a las brigadas de A. P. Hill tras la línea férrea cerca de la iglesia de Sudley en su flanco izquierdo. Consciente de que su posición era débil, ya que los densos bosques de la zona evitaban un despliegue efectivo de la artillería, Hill colocó sus brigadas en dos líneas, con la brigada de Carolina del Sur del general de brigada Maxcy Gregg y la brigada de Georgia del general de brigada Edward L. Thomas en el flanco derecho. En el centro de la línea Jackson situó dos brigadas de la división de Ewell (ahora bajo el mando del general de brigada Alexander Lawton) y a la derecha la división de William B. Taliaferro (ahora al mando del general de brigada William E.Starke).
La intención de Pope era avanzar sobre los dos flancos de Jackson. Ordenó a Fitz John Porter avanzar hacia Gainesville y atacar lo que pensaba que era el flanco derecho confederado. Ordenó a Sigel atacar el ala izquierda de Jackson al amanecer. Sigel, desconociendo la situación de las tropas de Jackson, eligió avanzar con un frente amplio, con la división del general de brigada Robert C. Schenck, apoyada por la división del general de brigada John F. Reynolds (del III Cuerpo de Heintzelman) en la izquierda, la brigada independiente del general de brigada Robert H. Milroy en el centro, y la división del general de brigada Carl Schurz en la derecha. Las dos brigadas de Schurz, avanzando hacia el norte por el camino Manassas-Sudley, fueron las primeras en contactar con los hombres de Jackson hacia las 7 de la mañana.
La forma de desarrollarse el ataque de Siguel contra la división de A.P. Hill fue similar a la de todos los ataques cerca de Stony Ridge de ese día. Aunque la elevación sobre la que iba la línea férrea inacabada proporcionó una ventaja defensiva en algunas zonas, los confederados evitaron realizar una defensa estática, respondiendo a las descargas federales con vigorosos contraataques (esta sería la misma táctica que Jackson utilizaría en la Batalla de Antietam unas semanas después). Las dos brigadas de Schurz (bajo el mando del general de brigada Alexander Schimmelfennig y el coronel Wlodzimierz Krzyżanowski) se enfrentaron a las brigadas de Gregg y Thomas, con ambos bandos enviando a sus fuerzas a la lucha de manera gradual. Al oír Milroy el ruido de la batalla a su derecha, ordenó a dos de sus regimientos que apoyaran a Schurz, consiguiendo el 82.º regimiento de Ohio romper las líneas confederadas en una depresión del terreno conocida como el Dump, aunque fueron poco después rechazados. Schenck y Reynolds, sometidos a una fuerte bombardeo artillero, respondieron con sus baterías, pero no avanzaron hacia la infantería enemiga.
Pensando que la división de Kearny del III Cuerpo estaba lista para apoyarle, Schurz ordenó otro ataque contra Hill sobre las 10 de la mañana. Kearny no avanzó y el segundo asalto fracasó. Los historiadores han criticado a Kearny por esta acción, que posiblemente se debía a una enemistad entre Kearny y Sigel.
Hacia las 13:00 horas el sector de Sigel se ve reforzado por la división del mayor general Joseph Hooker (del III Cuerpo) y la brigada del general de brigada Isaac Stevens (del IX Cuerpo). Pope también llegó hacia esa hora al campo de batalla, esperando ser testigo de una victoria. En esos momentos, las primeras unidades de Longstreet se estaban empezando a posicionar a la derecha de Jackson. La división del general de brigada John Bell Hood se extendió a ambos lados de las carretera de Warrenton, sin contactar estrechamente con el flanco derecho de Jackson. A la derecha de Hood se fueron colocando las divisiones de los generales de brigada James L. Kemper y David R.”Neighbor” Jones. La división del general de brigada Cadmus M. Wilcos llegó después y se situó en reserva.
La caballería de Stuart se encontró en la carretera de Manassas a Gainesville con el V Cuerpo de Porter, y tras un breve tiroteo se detuvo la columna federal. Llegó luego un correo con un mensaje para Porter y McDowell, un polémico documento de Pope conocido como la  “Orden conjunta” ("Joint Order"). El historiado John J. Hennessy describe la orden como una "obra maestra de la confusión y la contradicción que se convertiría en el punto central de décadas de discusiones”. Se indican que ya han comenzado los ataques sobre la izquierda de Jackson, pero no está nada claro sobre lo que se supone que Porter y McDowell deben de hacer. En lugar de avanzar “hasta” Gainesville y atacar al supuestamente desprotegido flaco izquierdo de Jackson, ordena hacerlo “en dirección a” Gainesville y “tan pronto como la comunicación sea establecida (con otras divisiones) el mando conjunto detendrá la marcha. Puede ser necesario retroceder tras el Bull Run a Centreville esta noche”. Nada en la orden dada por Pope indica claramente a Porter y a McDowell que deben de atacar y concluye el documento con un “Si cualquier considerable ventaja se consigue desde el envío de esta orden no será necesario cumplirla estrictamente”, convirtiendo de esta manera el documento en una inservible orden militar.
Mientras tanto, la caballería de Stuart bajo el mando del coronel Thomas Rosser engañó a los generales de la Unión arrastrando ramas de árboles tras un regimiento de caballería, simulando así la gran nube de polvo formada por los soldados al marchar. En ese momento McDowell recibe un informe de su jefe de caballería, general de brigada John Buford, quien le informa que 17 regimientos de infantería, una batería y 500 soldados de caballería estaban cruzando Gainesville hacia las 08:15 horas de la mañana: era el ala de Longstreet que llegaba desde la Brecha de Thoroughfare. Este informe alertó a los dos generales de la Unión que se prepararon ante este nuevo problema. El avance de la Unión fue entonces detenido. Por alguna razón desconocida, McDowell olvidó enviar el informe de Buford a Pope hasta aproximadamente las 19:00 horas, así que el jefe del ejército estaba actuando dando por cierto dos hechos falsos: que Longstreet no estaba cerca del campo de batalla y que Porter y McDowell estaban avanzando para atacar el flanco derecho de Jackson.
Mientras los hombres de Longstreet se fueron colocando en sus puestos, el general Lee ordenó un ataque contra la izquierda de la Unión (Longstreet recordó después que Lee “estaba decidido a enfrentarse tan pronto como fuera posible, pero no dio la orden”). Longstreet, sin embargo, vio que la división de Reynolds y Schenck se extendían al sur de la Carretera de Warrenton, por lo que se opuso a realizar el ataque en ese momento. Lee finalmente canceló el ataque cuando Jeb Stuart le informó que las fuerzas que se encontraban en el camino Gainesville-Manassas (las de Porter y McDowell) eran muy numerosas.
Pope, creyendo que el ataque contra la derecha de Jackson se estaba realizando como él pensaba que había ordenado, autorizó cuatro ataques separados contra el frente de Jackson con la intención de llamar la atención confederada en dicho sector hasta que Porter realizara el gran asalto. La brigada del general de brigada Cuvier Grover atacó a las 15:00 horas, esperando ser apoyado por la división de Kearny. Grover tuvo la suerte de atacar a través un hueco existente en la línea confederada entre las unidades de Thomas y Gregg. Su enérgica carga a la bayoneta tuvo éxito, pero la inactividad de la división de Kearny desobedeciendo lo ordenado y la decisión de Pope de no realizar en ese momento un gran ataque, hizo que la brigada confederada del general de brigada Dorsey Pender contraatacara e hiciera retroceder a Grover.
A Reynolds se le ordenó atacar al sur de la carretera y se encontró con los hombres de Longstreet, teniendo que cancelar el avance. Pope desestimó la preocupación de Reynolds pensando que había cometido un error de identificación, insistiendo que Reynolds se había encontrado con el V Cuerpo de Porter que se estaba preparando para atacar el flanco de Jackson. Jesse Reno ordenó a una brigada del IX Cuerpo mandada por el coronel James Nagle que atacara a la línea de Jackson en el centro de nuevo. Esta vez la brigada confederada del general de brigada Isaac R. Trimble tuvo que retroceder desde el terraplén de la línea férrea, pero un contraataque confederado restableció la línea y persiguió a las tropas de Nagle hasta campo abierto en donde la artillería de la Unión hizo detener el contraataque.
A las 16:30 horas, Pope por fin envió una orden clara de ataque a Porter, pero su asistente (su sobrino) se perdió en el camino y no entregó el mensaje hasta las 18:30 horas. De todas maneras, Porter no estaba en mejor situación para atacar que como lo había estado por la mañana. 
Anticipándose al ataque que no se llegaría a realizar, Pope ordenó a Kearny atacar el flanco izquierdo de Jackson, intentando así presionar las dos alas de la línea confederada. A las 17:00 horas, por primera vez en la batalla, se confirmó la reputación agresiva de Kearny al avanzar con diez regimientos, y golpeando duramente a la división agotada de A. P. Hill. Lo peor del ataque cayó sobre la brigada de Maxcy Greggs, que se había defendido contra dos asaltos federales en las ocho horas anteriores y estaba escasa de munición, además de haber perdido a gran parte de sus oficiales. A.P. Hill envió un mensaje a Jackson pidiendo ayuda. La brigada de Jubal Early (que comenzó el día en el extremo derecho del despliegue confederado) y la brigada de Lawrence O'Bryan Branch (mantenida en reserva hasta ese momento), contraatacaron e hicieron retroceder a la división de Kearny.
En el flanco derecho confederado, Longstreet observó un movimiento de la fuerza de McDowell alejándose de él: el I Cuerpo estaba moviendo sus divisiones hacia Henry House Hill para apoyar a Reynolds. Esta noticia hizo que Lee recuperara su plan de avanzar en dicho sector. Longstreet de nuevo se opuso, argumentando esta vez lo inadecuado de atacar antes del anochecer. Sugirió en su lugar realizar un reconocimiento de las líneas federales para poder así situar en la mejor posición a las tropas confederadas en la mañana del día siguiente antes del inicio del ataque. Lee estuvo de acuerdo y la división de Hood fue enviada hacia adelante. En ese momento, Pope, que seguía creyendo que los confederados se estaban retirando, envió a la división de John P. Hatch al oeste para perseguir a los confederados por la carretera de Warrenton. Las tropas de Hood y Hatch chocaron brevemente en el cruce de Groventon de forma violenta, retirándose ambas al anochecer, si bien por un momento Lee volvió a tener la idea de realizar un asalto, siendo de nuevo Longstreet quien le disuadió.
Cuando Pope se enteró por McDowell del informe de Buford, comprendió por fin que Longstreet estaba ya en el campo de batalla, pero interpretó que Longstreet había llegado sólo para reforzar la retirada de Jackson. Pope dio órdenes explícitas a los cuerpos de Porter para que se reunieran con el grueso del ejército y preparar otra ofensiva para el 30 de agosto. El historiador A. Wilson Green piensa que esta fue la peor decisión de Pope durante la batalla. Ya que no tenía superioridad numérica sobre los confederados y no estaba su ejército posicionado en una situación ventajosa, lo más prudente hubiera sido retirarse tras el Bull Run y unirse con el Ejército del Potomac de McClellan, que tenía unos 25.000 hombres cerca.
Otra de las controversias históricas de la batalla hace referencia a la cooperación de George B. McClellan con John Pope. A finales de agosto, dos cuerpos enteros del Ejército del Potomac (el VI de William B. Franklin y el II de Edwin V. Summer), habían llegado a Alexandria, pero McClellan no permitió que avanzaran hacia Manassas debido, según su opinión, a la insuficiente artillería, caballería y medios de transporte. Fue acusado por sus rivales políticos de minar deliberadamente la posición de Pope, lo que parece confirmar el hecho de que el 10 de agosto escribiera a su esposa una carta donde presagiaba la derrota de Pope y esperaba que de nuevo todo el poder militar volviera a él.

### 30 de agosto: Longstreet ataca, la Unión se retira.

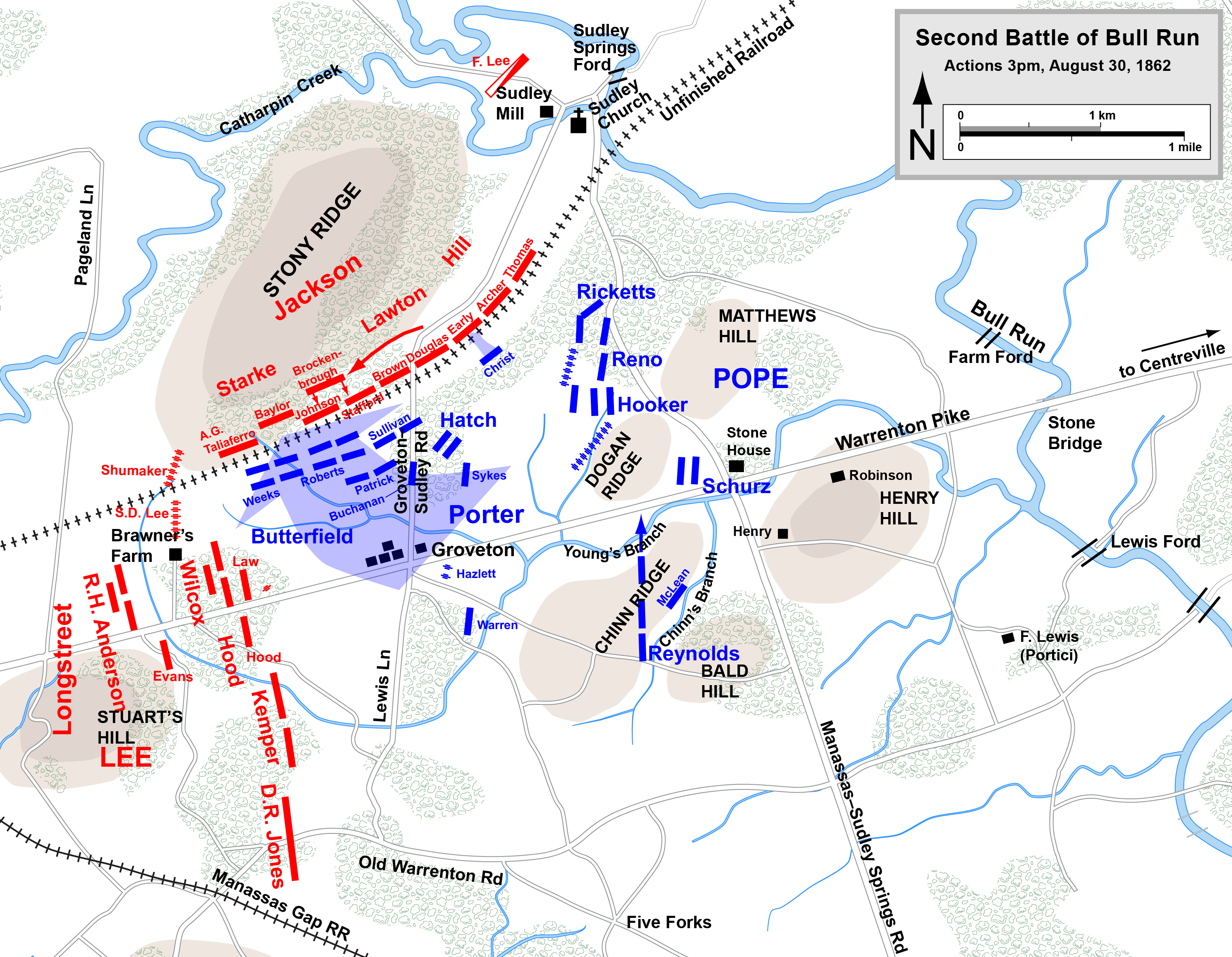
30 de agosto, 15 horas: ataque de Porter.

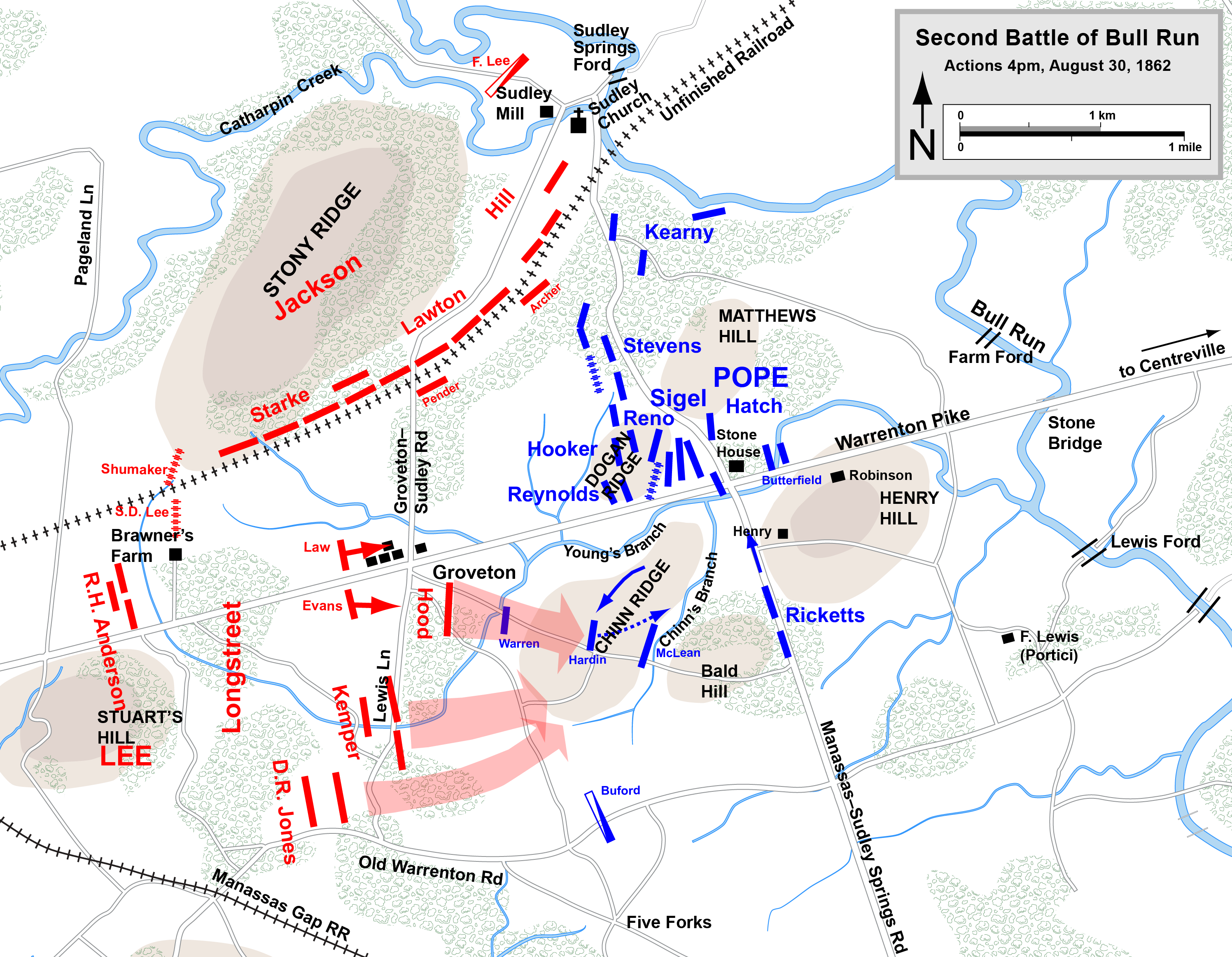
30 de agosto, 16 horas: se inicia el ataque de Longstreet.

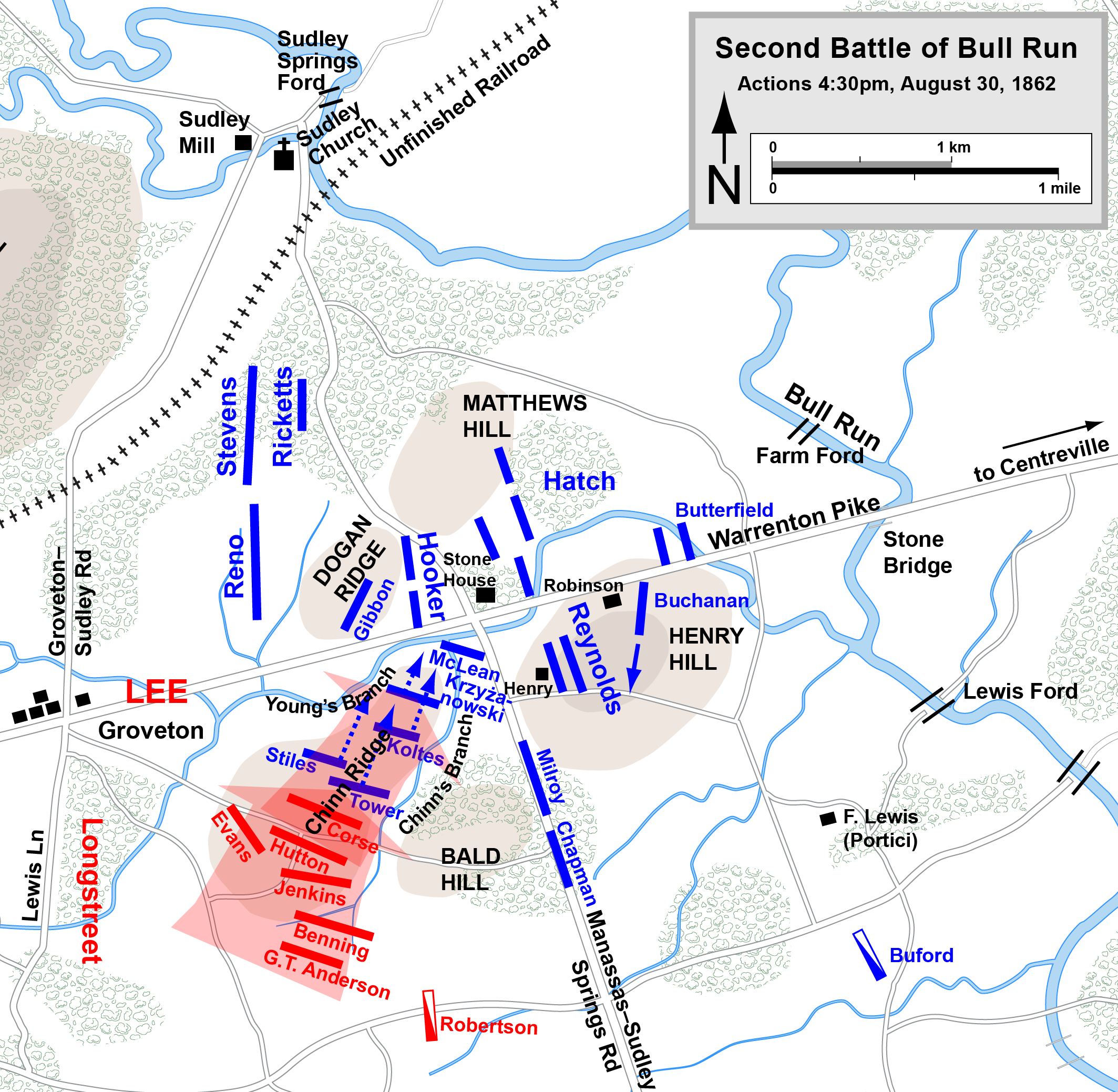
30 de agosto, 16:30 horas: defensa de la Unión de Chinn Ridge.

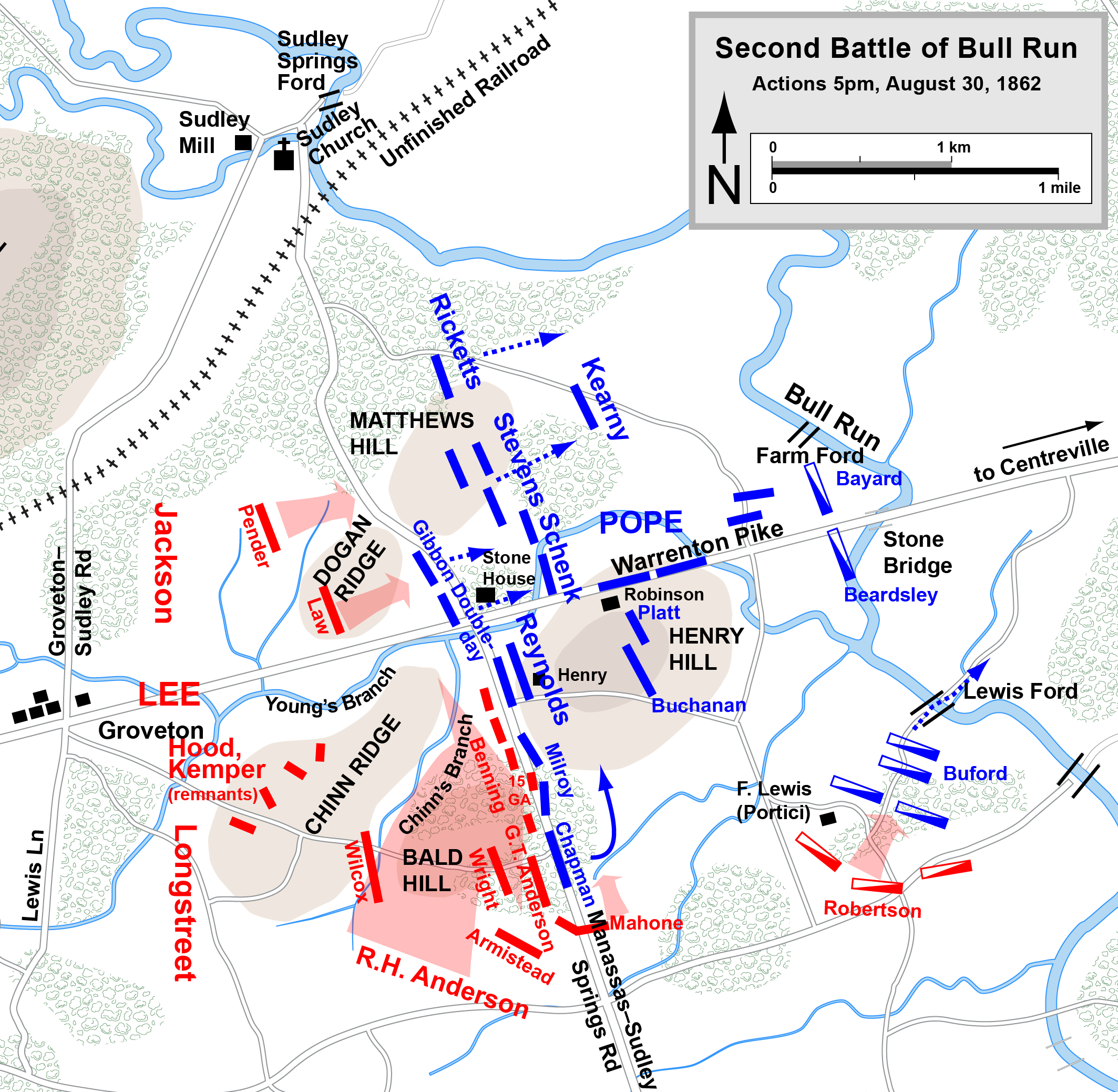
30 de agosto, 17 horas: ataque final confederado, comienza la retirada de la Unión.

La última unidad al mando de Longstreet, la división del mayor general Richard H. Anderson, tras caminar unos 27 kilómetros, llegó al campo de batalla a las 3 de la mañana del día 30 de agosto. Cansados y sin conocer el terreno, se detuvieron en una cresta al este de Groveton. Al amanecer se dieron cuenta de que estaban en una posición aislada y muy cerca del enemigo, y tuvieron que retirarse. La creencia de Pope de que el ejército confederado se estaba retirando se vio confirmada por dicho movimiento. A las 8 de la mañana se produjo una reunión de Pope con sus mandos, quienes le aconsejaron que actuase con cautela. Ataques de prueba en la línea confederada a la altura de Stony Ridge hacia las 10 horas informaron que los hombres de Jackson estaban aún firmemente en sus posiciones. John F. Reynolds informó que había una gran concentración de fuerzas confederadas al sur de la carretera. Fitz John Porter llegó después con la misma información. Sin embargo, Heintzelman y McDowell mandaron personalmente un ataque de reconocimiento que no encontró a la línea defensiva de Jackson. Esto convenció a Pope de que era el momento de atacar a los confederados en retirada.
Poco después del mediodía, Pope ordenó a los cuerpos de Porter, apoyados por Hatch y Reynolds, que avanzaran hacia el oeste a lo largo de la carretera. En ese momento, Ricketts, Kearny y Hooker avanzarían también por la derecha de la línea de la Unión. Este doble movimiento podría destrozar a los confederados en retirada. Pero el problema era que no solo los confederados no se estaban retirando, sino que estaban esperando el ataque de la Unión. Lee estaba aún esperando una oportunidad propicia para contraatacar con la fuerza de Longstreet. Aunque no estaba seguro de que Pope atacara ese día, Lee colocó 18 piezas de artillería bajo el mando del coronel Stephen D. Lee en lo alto de la elevación que había al noreste de Brawner Farm, cubriendo así todo el campo abierto que había justo enfrente de las tropas de Jackson.
Los cuerpos de Porter no estaban realmente en posición para avanzar por la carretera hacia el oeste, sino que se encontraban en el bosque situado al norte de la carretera cerca de Groveton. Le costó aproximadamente unas dos horas organizar a sus 10.000 hombres para el asalto a la línea de Jackson. La división que iba a encabezar el asalto estaba comandada por el general de brigada Daniel Butterfield, sustituto del mayor general George W. Morell: a la izquierda estaba la brigada del coronel Henry Weeks, y en el centro la brigada del coronel Charles W. Roberts. La división de Hatch se situó a la derecha de la línea. Dos brigadas de soldados regulares bajo el mando del general de brigada George Sykes estaban en reserva.
Los hombres de la Unión se enfrentaban a una difícil tarea. La división de Butterfield tenía que cruzar unos 550 metros de campo abierto, siendo los últimos 140 metros una escarpada subida, para atacar a la línea confederada posicionada tras la inacabada línea férrea; la división de Hatch sólo tenía que atravesar unos 270 metros, pero se le ordenó realizar una compleja maniobra de giro a la derecha bajo el fuego enemigo para atacar de frente la posición confederada. Los federales sufrieron un terrible fuego por parte de las baterías de Stephen Lee y después devastadoras descargas de los soldados confederados. A pesar de todo, fueron capaces de romper la línea de Jackson, haciendo retroceder al 48.º regimiento de infantería de Virginia. La Brigada Stonewall se dirigió rápidamente al lugar para mantener la línea, sufriendo grandes pérdidas, incluido su comandante el coronel Baylor. Aquí se produjo el incidente más famoso de la batalla, cuando las brigadas confederadas del coronel Bradley T. Johnson y del coronel Leroy A. Stafford se quedaron sin munición y decidieron lanzar grandes piedras sobre el 24.º de Nueva York, causándole algunas bajas y haciendo retroceder a algunos soldados federales. Para apoyar a la exhausta defensa de Jackson, que estaba a punto de ceder, la artillería de Longstreet se añadió a la lucha disparando contra los refuerzos de la Unión que intentaban continuar el asalto.
Tras haber sufrido grandes pérdidas, Porter decidió no enviar a la lucha a la división de Sykes situada en reserva y detuvo el asalto, dejando a sus brigadas que iban en cabeza sin ningún tipo de apoyo. La retirada fue también una costosa operación. Algunos de los enardecidos confederados de la brigada de Starke intentaron perseguir a los federales, pero fueron rechazados por las reservas de la Unión colocadas a lo largo de la carretera Groveton-Sudley. En general, las tropas de Jackson estaban demasiado cansadas para contraatacar, permitiendo así a Porter restablecer su línea al norte de la carretera. Preocupado por la situación de Porter, Irwin McDowell ordenó a la división de Reynolds salir de Chinn Ridge e ir en apoyo de Porter. Esta puede haber sido la peor decisión táctica del día porque dejó solo a 2200 soldados de la Unión al sur de la carretera, los cuales pronto se tuvieron que enfrentar a un enemigo que les superaba 10 veces.
Lee y Longstreet estuvieron de acuerdo en que era el momento adecuado para llevar a cabo el asalto tanto tiempo esperado, y que el objetivo sería Henry House Hill, que había sido igualmente el terreno clave de la Primera Batalla de Bull Run, y que si se ocupaban ahora, controlaría la posible línea de retirada federal. El ala de Longstreet estaba formada por unos 25.000 hombres encuadrados en cinco divisiones que se extendían unos tres kilómetros desde Brawner Farm, al norte a la línea férra, hasta Manassas Gap al sur. Para alcanzar Henry House Hill deberían de atravesar unos 3 kilómetros llenos de crestas, arroyos y zonas muy boscosas. Longstreet sabía que no podría coordinar perfectamente una línea de ataque cruzando dicho terreno, así que tuvo que confiar en el impulso y la iniciativa de sus jefes de división. La división que iría en cabeza por la izquierda, junto a la carretera, sería la de John Bell Hood con su brigada de Texas, apoyada por la brigada de Nathan G. “Shanks” Evans de Carolina del Sur. A la derecha de Hood estarían las divisiones de Kemper y Jones. La división de Anderson sería mantenida en reserva. Justo antes del ataque, Lee informó a Jackson: “el General Longstreet está avanzando; estén atentos y protejan su flanco izquierdo”.
Las defensas de la Unión al sur de la carretera consistían en sólo dos brigadas, mandadas por el coronel Natahaniel C. McLean (de la división de Schenck del I Cuerpo de Sigel) y el coronel Gouverneur K. Warren (de la división de Sykes del V Cuerpo de Porter). McLean defendía Chinn Ridge, Warren estaba cerca de Groveton, a unos 700 metros al oeste. Los hombres de Hood comenzaron el asalto a las 16:00 horas, arrasando inmediatamente los dos regimientos de Warren, el 5.º de Nueva York (los zuavos de Duryée) y el 10.º de Nueva York (los zuavos Nacionales). En los 10 primeros minutos de contacto, de los 500 hombres del 5.º de Nueva York, casi 300 estaban heridos, 120 de ellos mortalmente. Esta fue la mayor cantidad de muertes de cualquier regimiento de infantería en una única batalla durante toda la guerra. Los regimientos de zuavos vestían brillantes uniformes rojos y azules, y uno de los oficiales de Hood escribió que los cuerpos caídos en la colina le recordaban los paisajes de Texas cuando las flores silvestres estaban en flor.
Cuando Pope y McDowell comprendieron lo peligroso de la situación, ordenaron a sus unidades ocupar Henry House Hill, pero hasta que estas estuvieran preparadas, la brigada de McLean era el único obstáculo a la avalancha confederada. Sus 1.200 soldados de Ohio, distribuidos en cuatro regimientos, estaban encarados en línea hacia el oeste en Chinn Ridge, con una batería de artillería como apoyo, y fueron capaces de rechazar dos asaltos, primero el de Hood y luego el de la brigada de Shanks Evans (de la división de Kemper). El tercer asalto, por parte de la brigada del coronel Montgomery D. Corse (también de la división de Kemper), sí tuvo éxito. Los hombres de McLean creyeron erróneamente que los soldados que se aproximaban por el camino del sur hacia sus posiciones eran amigas, y no dispararon sobre ellas. Se dieron cuenta de su error cuando un intenso tiroteo por parte de la unidad que avanzaba se produjo a muy corta distancia. Esta descarga de unos 10 minutos, apoyada por el fuego de las baterías de Luisiana, causó el derrumbamiento de las defensas de la Unión. La brigada de Ohio sufrió un 33% de pérdidas, pero le concedió a Pope 30 minutos para llevar refuerzos a la zona.
Las dos primeras brigadas de la Unión que llegaron al sector pertenecían a la división de Rickett, y estaban comandadas por el general de brigada Zealous B. Tower y el coronel John W. Stiles. La brigada de Tower fue destrozada al ser atacada desde tres lados. Su artillería fue capturada y él fue herido de gravedad. La brigada de Stiles, que seguía a la de Tower, fue víctima de dos nuevas brigadas confederadas pertenecientes a la división Kemper, mandadas por el general de brigada Micah Jenkins y el coronel Eppa Hunton. Durante el intenso tiroteo, el comandante del 12.º de Massachusetts, el coronel Fletcher Webster (hijo del político Daniel Webster), fue herido de muerte.
Otras dos brigadas de la Unión, pertenecientes al I Cuerpo de Sigel y comandadas por el coronel John Koltes y el coronel Wlodzimierz Krzyżanowski, entraron también en batalla, pero corrieron la misma suerte que las anteriores. Ambas brigadas se retiraron en desorden y Koltes murió. La fuerza principal de la división de Jones, la brigada del coronel George T. Anderson y la del coronel Henry L. Benning, arrasó toda resistencia federal en Chinn Ridge hacia las 18:00 horas. Sin embargo, el éxito confederado tuvo un alto coste, tanto en hombres (las divisiones de Hood y Kemper sufrieron graves pérdidas y fueron temporalmente incapaces de ninguna acción ofensiva) como en tiempo. Henry House Hill estaba aún a varios cientos de metros y sólo quedaba una hora de luz antes del anochecer.
Durante las primeras dos horas del asalto confederado, Pope había podido colocar cuatro brigadas para defender Henry House Hill: dos de la división de Reynolds, una de la de Sykes y la brigada independiente del general de brigada Robert H. Milroy. Lee se dio cuenta de la necesidad de aumentar su potencia de combate si quería completar con éxito su asalto, así que ordenó a la división de Richard Anderson que estaba en reserva que avanzara. Mientras estas tropas avanzaban, D.R. Jones lanzó un ataque sobre Henry House Hill con las brigadas de Bennin y G.T. Anderson. Con unos 3000 hombres, este fue el mayor ataque concentrado de la tarde, pero fue mal coordinado y las cuatro brigadas de la Unión mantuvieron sus posiciones. Mayor presión se produjo con la llegada de las dos primeras brigadas de la división Anderson, las del general de brigada William Mahone y la del general de brigada Ambrose R. Wright. Las tropas regulares de la división de Sykes no tenían ninguna defensa natural en la que apoyarse al final de la línea federal, y fueron puestos en fuga hacia Henry House. De forma inexplicable Anderson no explotó la ventaja, quizás porque se acercaba ya la noche. Henry House Hill permaneció en manos unionistas.
Jackson, con las imprecisa orden de Lee de apoyar a Longstreet, lanzó un ataque al norte de la carretera hacia las 18:00 horas, tan pronto como sus tropas pudieron reagruparse. El historiador John J. Hennessy llama al retraso de Jackson “uno de los grandes enigmas de la batalla” y “uno de los más importantes errores confederados” de la batalla, reduciendo de manera importante el nivel de su victoria. El ataque coincidió con la orden de Pope de retirar sus unidades al norte de la carretera para apoyar la defensa de Henry House Hill y los confederados tuvieron entonces la oportunidad de capturar artillería y atacar a las tropas federales en retroceso. Hacia las 19:00 horas, sin embargo, Pope había conseguido establecer una fuerte línea defensiva en dicho sector que se alineaba con las tropas que defendía Henry House Hill. A las 20:00 horas Pope ordenó la retirada general por la carretera hacia Centreville. A diferencia de la desastrosa retirada de la Primera Batalla de Bull Run, el movimiento de la Unión fue tranquilo y ordenado. Los confederados, debilitados por la batalla y con falta de munición, decidieron no perseguir en la oscuridad. Aunque Lee había conseguido una gran victoria, no había conseguido su objetivo de destruir el ejército de Pope.

## Consecuencias
La Unión tuvo unos 10.000 muertos y heridos de los 62.000 implicados en la batalla; la Confederación tuvo unos 1.300 muertos y unos 7.000 heridos de unos 50.000 que lucharon. Mientras el ejército de la Unión se concentraba en Centreville, Lee planeó su nuevo movimiento. Envió a Jackson para que realizara otra marcha de flanqueo con la intención de interponerse entre el ejército de Pope y Washington. Pope respondió a este movimiento y las dos fuerzas se enfrentaron en la batalla de Chantilly (también conocida como Ox Hill) el 1 de septiembre. Lee comenzó inmediatamente su nueva campaña el 3 de septiembre, cuando la vanguardia del Ejército del Norte de Virginia cruzó el río Potomac, marchando hacia el fatídico encuentro con el Ejército del Potomac en la Batalla de Antietam de la Campaña de Maryland.
Pope fue relevado del mando del Ejército de Virginia el 12 de septiembre, y sus tropas se integraron en el Ejército del Potomac. Pope pasó el resto de la guerra en el Departamento del Noroeste, en Minnesota, participando en la Guerra de Dakota de 1862. Pope buscó algún chivo expiatorio para culparle de su derrota. El 25 de noviembre de 1862, Fritz John Porter fue detenido y se inició un consejo de guerra por su acción del 29 de agosto. Porter fue declarado culpable el 10 de enero de 1863 por desobediencia y mala actuación, y fue expulsado del ejército el 21 de enero. Porter luchó contra este veredicto. En 1878, una comisión especial dirigida por el general John M. Schofield exoneró a Porter al considerar que su renuencia a atacar a Longstreet probablemente salvó al Ejército de Virginia de Pope de una derrota aún mayor. Ocho años después, el presidente Cherter A. Arthur revocó la sentencia contra Porter.
Longstreet fue también criticado por su actuación durante la batalla y los defensores de la Lost Cause afirmaban que su lentitud, su renuncia a atacar y su desobediencia al general Lee el 29 de agosto era un presagio de su controvertida actuación el 2 de julio de 1863 en la batalla de Gettysburg. El biógrafo de Lee, Douglas Southall Freeman, escribió: “las semillas de la mayor parte del desastre de Gettysburg se sembraron en este instante – cuando Lee cedió a Longstreet y Longstreet descubrió que podía hacerlo”.

## Enlaces
- Página web de Manassas National Battlefield Park
- Página Second Manassas Battlefield: Mapas de la batalla, fotos, artículos históricos, etc (CWPT)
- Orden de Batalla de 2.º Bull Run
- La batalla de Gainesville en la página web del 2.º de Wisconsin
- Historia animada de la Campaña de 2.º Bull Run
- Animación de la Campaña de la Península y de 22.º Bull Run por Neal West
- Ballard, Ted, and Billy Arthur. Second Bull Run Staff Ride: Briefing Book Archivado el 15 de septiembre de 2012 en Wayback Machine.. Carlisle, PA: United States Army Center of Military History, 1999?. OCLC 42908426.
- Beaudot, William J. K., and Lance J. Herdegen. An Irishman in the Iron Brigade: The Civil War Memoirs of James P. Sullivan, Sergt., Company K, 6th Wisconsin Volunteers. New York: Fordham University Press, 1993. ISBN 978-0-8232-1501-0.
- Whitehorne, Joseph W. A. The Battle of Second Manassas: Self-Guided Tour Archivado el 8 de abril de 2011 en Wayback Machine.. Washington, DC: United States Army Center of Military History, 1990. OCLC 20723735.